# Shōta Tomita
Shōta Tomita (冨田祥太?, Tomita Shōta; ...) è un ex giocatore di football americano giapponese che ha giocato come defensive tackle.